# Nikola Kotkov
Nikola Todorov Kotkov (in bulgaro Никола Тодоров Котков?; Sofia, 9 dicembre 1938 – Sofia, 30 giugno 1971) è stato un calciatore bulgaro, di ruolo attaccante, morto in seguito ad un incidente stradale insieme al compagno Georgi Asparuhov.

## Carriera

### Club
Durante la sua carriera ha giocato con Lokomotiv Sofia, Slavija e Levski Sofia.

### Nazionale
Con la Nazionale bulgara ha preso parte ai mondiali 1966.

## Palmarès

### Club
- Campionato bulgaro: 2

Lokomotiv Sofia: 1963-1964
Levski Sofia: 1970
- Coppa di Bulgaria: 2

Levski Sofia: 1970, 1971

### Individuale
- Calciatore bulgaro dell'anno: 1

1964